# Saliva
A saliva é uma secreção aquosa transparente secretada pelas glândulas salivares diretamente na cavidade bucal. Sua maior parte (cerca de 99%) é constituída por água e cerca de 1% composto por proteínas (ex:ptialina, lactoferrina, lisozima, gustina, imunoglobulinas, etc.) e íons (ex: Cálcio e Ferro).

## Informação
A saliva é um dos mais complexos, versáteis e importantes fluidos do corpo, que supre um largo espectro de necessidades fisiológicas. Suas propriedades são essenciais para a proteção da cavidade bucal, do epitélio gastrointestinal e do orofaringe. Além de umedecer os tecidos moles e duros da cavidade bucal, tem função de destaque no controle da quantidade de água do organismo. Quando o corpo está com falta de água, a boca fica seca, manifestando a sede.
A saliva desempenha diversas funções e em condições ideais de saúde o ser humano produz de 1 a 2 litros de saliva por dia.
A saliva diminui a acidez bucal, prevenindo a cárie. Muitos grupos sociais primitivos e indígenas, por não terem hábitos perniciosos, como o fumo, consumo excessivos de álcool e açúcar têm uma saliva de melhor qualidade e menor acidez, por isso menos cáries e problemas gastrointestinais.
Recentemente foi comprovado, através de pesquisas, que quando ratos tinham as glândulas salivares extraídas, adoeciam mais de infecções e intoxicações, o que justifica plenamente o hábito de "lamber as feridas" mantido pela maioria dos animais.
A saliva é renovada na cavidade bucal aproximadamente 2 vezes por minuto pelas glândulas salivares.
Todas as glândulas salivares maiores e menores contribuem para a composição da saliva. Essa composição varia de acordo com a taxa de secreção, que é baixa durante o sono e alta (± 5 ml por minuto) quando em estimulação. A secreção é controlada pelo centro salivar no cérebro, e o fluxo é gerado pelo paladar (gustação). A função mastigatória é controlada por meio de receptores no periodonto e nos músculos da mastigação.

## Fisiologia
A saliva é uma secreção exócrina de células especializadas que se denominam globalmente células salivares, e podem, ou não, congregar-se, formando as glândulas salivares (maiores e menores). A secreção salivar é um líquido aquoso que contém, em solução, uma multiplicidade de substâncias, principalmente proteínas e glicoproteínas. Dentro das glicoproteínas destaca-se a mucina, molécula de elevado peso molecular que confere à saliva a propriedade mucinosa viscosa. Quando a proporção de mucina predomina sobre a concentração de outras proteínas na saliva, fala-se de secreção mucosa; ou, quando for maior a concentração das outras proteínas diz-se secreção Sabugosa.
As células produtoras de saliva podem ter duas características citológicas diferentes, segundo o tipo de secreção salivar que sejam capazes de secretar. Por exemplo, as células que secretam saliva mucosa apresentam menor densidade eletrônica, são células claras, contendo poucos grânulos no citoplasma, que pelo fato de secretar mucina, são chamados grânulos mucinogênicos.
Estas células claras encontram-se nas glândulas salivares menores e, entre as maiores, principalmente na glândula sublingual e estão na parótida. As células salivares isoladas, espalhadas na mucosa bucal e faríngea, em geral, são apenas células com grânulos de mucinogênio (claras). As células secretoras de saliva serosa têm características diferentes; são escuras, porque contêm alta proporção de grânulos de zimogênio, isto é, formadores de proteínas, entre elas ciclopes (zimo = fermento). Estas células só existem nas glândulas salivares maiores, mas predominam definidamente na glândula parótida (são praticamente as únicas) e diminuem, proporcionalmente, na submandibular, sendo escassas na sublingual. Estas células (claras e escuras) diferem ainda, entre si, pelas características do núcleo.

## Composição
A saliva secretada pelas glândulas salivares contém água e glicoproteínas (entre elas a mucina, que confere viscosidade à saliva).
Também lubrifica os alimentos e a boca, sendo que mantém úmida esta última.
Outra substância presente na saliva é a ptialina, uma enzima proteica que digere amidos. A ptialina hidrolisa cerca de 70% do amido ingerido, transformando-o em maltose.
| Água                                | 99,1g%     |
| Sólidos                             | 900 mg%    |
| A)Substâncias inorgânicas           | 500 mg%    |
| b)Substâncias orgânicas             | 400 mg%    |
| A)Substâncias inorgânicas           |            |
| Ânions                              | 150mg%     |
| 1. Cl-                              | 80 mg%     |
| 2. H2PO-4                           | 25 mg%     |
| 3. HPO--4                           | 15 mg%     |
| 4. HCO-3 (CO2)                      | 10 mg%     |
| 5. SO--4                            | 10 mg%     |
| 6. S--                              | 6mg%       |
| 7. F-                               | 0,02 mg%   |
| 8. Outros anions:                   | 0,89 mg%   |
| Cátions                             | 350 mg%    |
| 1. Na+                              | 160 mg%    |
| 2.K+                                | 170 mg%    |
| 3.Ca++                              | 4 a 10 mg% |
| 4.NH4                               | 10 mg%     |
| 5.Mg++                              | 0,5 mg%    |
| B) Substâncias orgânicas            |            |
| 1.Mucina                            | 300 mg%    |
| 2.Amilase (ptialina)                | 40 mg%     |
| 3.Ureia                             | 20 mg%     |
| 4.Lisozima                          | 10 mg%     |
| 5.Anidrase carbônica (ac)           | 10 mg%     |
| 6.Tiocianato (SCN-)                 | 10 mg%     |
| 7. Glicose                          | 1 mg%      |
| 8. Outras:                          | 9 mg%      |
| a)Enzimas microbianas               |            |
| b)Componentes sangüíneos            |            |
| c) Produtos de excreção             |            |
| d) Produtos da atividade microbiana |            |

### Considerações gerais
A água entra em grande proporção, e serve para manter úmidas a mucosa bucal e as superfícies dos dentes, ao mesmo tempo em que é o solvente geral das substâncias do meio bucal.
Entre os ânions, particularmente, o bicarbonato, o monofosfato e o bifosfato, que exercem um efeito tamponante eficaz, frente aos ácidos e às bases, o que permite a constância do pH salivar em torno de 6,9.
Entre os cátions, o cálcio, na taxa de 4 a 10 mg%, é usado como parâmetro para se determinar a susceptibilidade dos pacientes à cárie dental no método de Fosdick.
Entre os componentes orgânicos, a mucina (glicoproteína), graças à sua elevada viscosidade, exerce um papel protetor de grande eficiência, lubrificando a mucosa da boca, aglutinando as partículas alimentares e microrganismos, ao mesmo tempo em que tem um elevado poder tamponante, contribuindo para a manutenção do Ph a 6,9.
A amilase, ou ptialina, hidrolisa o amido e glicogênio até maltose, conforme a seqüencia:
A ureia, resíduo do catabolismo dos aminoácidos, e que excreta, principalmente, pela urina, também é eliminada na saliva na taxa de 20 mg%. A lisozima exerce importante ação bactericida e a]] anidrase carbônica catalisa a reação:
que é importante na formação do tártaro ou cálculo dental.
A glicose entre numa taxa bastante reduzida de 1,0 mg%, mas é o principal substrato que, na via glicolítica, explica a formação do ácido láctico, que está relacionado ao processo bioquímico da cárie dental.
Finalmente entre os componentes orgânicos da saliva destacam:

#### Enzimas microbianas
A hialuronidase hidrolisa os mucopeptídeos, como o ácido hialurônico, produzindo ácido glicurônico, glicosamina, e ácido acético.
A urease hidrolisa a ureia, responsável pelo aparecimento da amônia (NH3) na saliva, que é uma substância básica que eleva o pH salivar, o que facilita a precipitação dos sais de cálcio na formação do tártaro dental e, além disso, a amônia é tóxica e cáustica,e acaba lesando o periodonto de proteção, o que permite a instalação da doença periodontal. (piorreia):
As fosfatases ácidas hidrolisam ésteres fosfóricos e tomem parte no processo da cárie a aftas da mucosa da boca. As fosfatases alcalinas tomam parte nas alterações do periodonto, precipitando os sais de cálcio para a formação de tártaro dental.
As lipases hidrolisam os diferentes tipos de lipídeos, produzindo ácidos graxos, glicerol, H3PO4 e outros.
As oxidases (sacarose, lactase, maltose e amilase) hidrolisam sacarose, lactose, maltose, amido e glicogênio, dando frutose-galactose e glicose.

#### Componentes sanguíneos
Destacamos os aminoácidos, o ácido úrico, as alfa, beta e gamaglobulinas; mas, a concentração desses componentes é sempre inferior àquela que se apresenta no sangue, e é pouco influenciada pelas variações das respectivas taxas sanguíneas.

#### Produção de excreção
Medicamentos (I- e Br-) e tóxicos (Pb++, Hg++, Bi+++ e alcaloides) podem ser encontrados na saliva; assim é prática rotineira, nos prados de corrida, pesquisar-se a presença de drogas estimulantes (doping) na saliva dos cavalos ganhadores. Por outro lado, é importante ao cirurgião-dentista ter esse conhecimento, em função do diagnóstico das gengivo-estomatites medicamentosas.

#### Produtos da atividade microbiana
São variados como já tivemos a oportunidade de ver, mas em especial destacam-se os produtos de putrefação como fenóis, ácidos, aminas, amônia, aminoácidos, H2S, tiós, indol, escatol que são dotados de cheiro desagradável, determinando, pois, o mau hálito ou halitose.A saliva diminui a acidez bucal, prevenindo a cárie. Muitos grupos sociais primitivos e indígenas, por não terem hábitos perniciosos, como o fumo, consumo excessivos de álcool e açúcar têm uma saliva de melhor qualidade e menor acidez, por isso menos cáries e problemas gastrointestinais.

## Glândulas produtoras
- Glândula parótida
- Glândula submandibular
- Glândula sublingual
- Glândulas menores.

## Função

### Preparação do bolo alimentar
Pelas propriedades cognitivas da saliva, em especial pela ação adesiva das glicoporteínas (mucina), pode-se colar partículas previamente quebradas pela ação mecânica da mastigação para posterior deglutição.

### Umidade
Confere o grau de umidade à mucosa bucal e faríngea e o ambiente úmido das vias digestivas superiores em geral.

### Ação solvente e de limpeza
A água da saliva é o solvente no qual se dissolvem as substâncias que estimulam os corpúsculos gustativos, estimulação importante que mantém a secreção salivar (feed back positivo).

### Proteção
A função protetora é expressa de varias formas. A saliva tem papel lubrificante. Seu conteúdo glicoproteico, que torna mucinosa, protege a mucosa de revestimento, formando uma barreira contra estímulos nocivos, toxinas microbianas e pequenos traumas. Sua consistência fluida também provê uma ação de lavagem mecânica, a qual carreia bactérias não-aderentes e debris celulares da boca. Em particular, a limpeza promovida pela saliva limita a disponibilidade dos açúcares para os microrganismos da placa acidogênica. As proteínas da saliva que se ligam ao cálcio ajudam a formar uma película que se comporta como uma membrana protetora.

### Tamponamento
A saliva comporta-se como um sistema tampão que protege a cavidade oral de duas maneiras: primeiro, muitas bactérias necessitam de um pH específico para seu crescimento máximo; a capacidade tampão da saliva evita a colonização da boca por microrganismos potencialmente patogênicos, por negar-lhes a otimização das condições ambientais: em segundo lugar, os microrganismos da placa podem produzir ácido a partir de açúcares, os quais, não sendo rapidamente tamponado e limpos pela saliva, podem desmineralizar o esmalte.

#### Capacidade-tampão
A capacidade-tampão da saliva (CTS) é a propriedade de a saliva manter o seu pH constante a 6,9-7,0, graças aos seus tampões, mucinato/mucina, HCO-3/H2CO3 e HPO--4/H2PO-4, que bloqueiam o excesso de ácidos e de bases conforme os mecanismos:
- Excesso de ácidos (H+):H+ + HCO-3 → H2CO3 → H2O + CO2
- Excesso de bases (HO-): HO- + H2CO3 → HCO-3 + H2O

Os tampões mucinato/mucina e monofosfato/bifosfato agem da mesma forma e. assim. o elevado poder tamponante da saliva mantém a higidez da mucosa bucal e dos dentes.
A determinação da CTS se faz por titulometria, medindo-se o volume de ácido láctico 0,1 normal necessário para baixar o pH salivar de 6,9 a 3,7 (ponto de viragem do alaranjado de metila). O indicador é amarelo-laranja a 6,9 e róseo a 3,7. Na prática, colocam-se 10ml de saliva num erlenmeyer, juntamente com o alaranjado de metila, e verte-se, na saliva, gota a gotra, o ácido láctico 0,1 normal colocado numa bureta, até ser atingida a cor rósea (viragem do alaranjado de metila). Fecha-se então a bureta e lê-se o volume de ácido láctico 0,1N gasto. Para exprimir a CTS usa-se multiplicar por 10 o volume de ácido láctico gasto. E assim, podemos classificar os pacientes em três grupos:
1. Pacientes medianamente susceptíveis à cárie dental: CTS = 40.
2. Pacientes resistentes à cárie dental: CTS = >40.
3. Pacientes muito susceptíveis à cárie dental: CTS = <40.

Dentro de certos limites, a CTS funciona como um índice relativo de atividade de cárie dental.

### Digestão
A saliva é importante para a vida, fornecendo sensibilidade gustativa, neutralizando o conteúdo do esôfago, diluindo o suco gástrico, ajudando a formar o bolo alimentar e, devido ao seu conteúdo de amilase, quebrando o amido.

### Gustação
A saliva possui também um papel na gustação. Embora ela permita que se tenha a sensação de satisfação da comida a ser experimentada, seu papel principal é o de proteção, permitindo o reconhecimento de substâncias nocivas. A saliva é necessária para dissolver substâncias a serem degustadas, assim dessa forma as papilas gustativas vão poder sentir o sabor do alimento e fazer com que ele seja digerido, além de informar ao cérebro o gosto do alimento. Ela contém, também proteína, chamada gustina, que parece ser necessária ao crescimento e maturação dos corpúsculos gustativos.

### Ação antimicrobiana
Tem a saliva grande influência ecológica sobre os microrganismos que tentam colonizar os tecidos bucais. Além do efeito de barreira do seu conteúdo mucoso, ela contém um espectro de proteínas com propriedades antibacterianas, como é o caso da histatina. A lisozima é uma enzima que pode hidrolisar a parede celular de algumas bactérias. A lactoferrina liga-se ao ferro livre, privando, assim as bactérias do seu elemento essencial.
Anticorpos estão presentes na saliva. A IGA secretora, principal imunoglobulina encontrada na saliva, tem a capacidade de aglutinar microrganismos. Essa capacidade, juntamente com a ação de limpeza da saliva, serve para remover agregados de bactérias.

### Manutenção da integridade dos dentes
A saliva é saturada com íons cálcio e fosfato. A alta concentração dos referidos íons garante trocas iônicas direcionadas à superfície dos dentes. Essa troca começa tão logo o dente erupcione, pois, embora a coroa esteja completamente formada sob ponto de vista morfológico, nesse momento, ela é cristalograficamente incompleta. A interação com a saliva resulta em maturação pós-erupção através difusão de íons, como o cálcio, fósforo, magnésio e cloreto, para a superfície dos cristais de apatita do esmalte.
Essa maturação aumenta a dureza da superfície, diminui a permeabilidade e aumenta a resistência do esmalte às cáries. Se, contudo, o processo carioso for instalado, poderá ser paralisado, antes de ocorrer a cavitação do esmalte, sendo possível o processo de remineralização devido à disponibilidade de íons fosfato e cálcio na saliva. Se os íons fluoreto também estiverem disponíveis na remineralização, a lesão reparada será menos susceptível a uma futura decomposição. Por outro lado, a saliva contém estaterina, que inibe a deposição de fosfato de cálcio, como também proteínas acídicas ricas em prolina, que, juntamente com a estaterina inibem o crescimento dos cristais de hidroxiapatita.

### Reparação tecidual
A saliva também possui propriedades cicatrizantes. Estudos apontam que a presença de saliva nas lesões orais em processos de cicatrização/reparo tecidual — apesar do meio bucal estar em contínua exposição a bactérias e/ou microrganismos —, curam de forma mais rápida se comparado aos de pele. A capacidade de cura no meio bucal é atribuída, especificamente, aos fatores de crescimento que ocorrem de modo natural, como o crescimento epidérmico (EGF), crescimento endotelial vascular (VEGF), transformação do crescimento alfa (TFG-α) e beta (TFG-β), crescimento nervoso (NGF), crescimento do fibroblasto (FGF) — através do FGF23; e crescimento semelhante à insulina (IGF). Além disso, muitos fatores adicionais contribuem para a regeneração de feridas bucais, como o inibidor da protease liberada por leucocitos (SLPI) — que previne a degradação das principais proteínas envolvidas na reparação de tecidos conjuntivos — e o fator trefoil 3 (TFF3), que aumenta a migração de células epiteliais orais.
Alguns peptídeos antimicrobianos que estão presentes na saliva, como as defensinas, catelicidinas e histatinas, interagem de modo orgânico no que condiz à limitação da microbiota. De modo geral, respectivamente, entre suas funções incluem a mediação na interação entre hospedeiro e microrganismo — mantendo um equilíbrio dinâmico de bactérias na flora oral —, cicatrização de feridas, imunomodulação, angiogênese e atividade antifungica.

## Xerostomia
Xerostomia é a sensação de boca seca. Diferentemente da hiposalivação, que é a diminuição do fluxo salivar.

## Análise laboratorial
O laboratório é importante e fundamental para o diagnóstico de muitas doenças seja de origem autoimune, bacteriana, fungica, parasitária, entre outros; utilizando material biológico como, sangue, saliva, secreções e os demais.
A ideia da utilização da saliva como matriz de análise para métodos de diagnóstico existe há muito tempo, desde 1975, e a criação da nova metodologia pode ser pertinente e viável devido à facilidade da coleta desse fluido e a quantidade de informações determinantes em seus constituintes.
Os testes diagnósticos baseados em amostras de saliva são atualmente utilizados com frequência na endocrinologia, pesquisa em pediatria, em estudos clínicos em psicologia e psiquiatria, bem como na pesquisa sobre estresse.
Dosagem hormonal: A saliva é um meio ideal para encontrar hormônios estáveis, podendo ser armazenado em ate 20 dias em temperatura ambiente. A coleta da saliva é um procedimento simples, utiliza-se swabes de algodão ou plástico e colocado em frasco de plástico específico, juntamente com suas instruções de coleta, esses tubos devem conter dispositivos prontos para usar, com duas câmaras, que possam ser centrifugados a fim de remover detritos e que também possam ser usados para armazenar sob congelamento as amostras antes da análise; Imunoensaios altamente sensíveis empregados como radio-imunoensaios, ensaios imunoenzimáticos, ou fluorescentes com resolução temporal encontram-se amplamente disponíveis.
Dependendo do estudo/pesquisa “kits” são utilizados e posteriormente há a centrifugação e congelamento da amostra em -15ºC até ser analisado. A qual por sua vez, foi descongelada e centrifugada novamente com o intuito de separar as proteínas presentes na saliva do líquido sobrenadante, posteriormente esse mesmo liquido é aspirado e armazenado, o cortisol foi dosado por espectrofotometria em duplicata utilizando kit especifico para cortisol salivar.
Análise de DNA: Uma certa quantidade de células da membrana mucosa, presente no revestimento da boca é retirado com swab e colocado em solução tampão para que não haja perda do material. Para a extração do DNA é necessário o uso da proteinase K, para que haja quebra das células e elas, por sua vez liberem seu DNA na solução.
Há um período de encubação, a uma temperatura de 56ºC e agitadas para facilitar a quebra das células; o material é pipetado e transferido para uma placa que possui uma solução que possui partículas magnéticas minúsculas. A solução de magneto de DNA é completamente misturada, assim o DNA recebe uma carga negativa e é atraído pelas partículas magnéticas carregadas positivamente.
A placa é colocada em um suporte magnético e a solução tampão é removida com cuidado, as partículas magnéticas com DNA são lavadas e depois um “tampão de fixação de DNA” é pipetado para um dos poços da placa, essa por sua vez é colocada em um bloco de aquecimento, com a finalidade de as partículas de DNA se soltarem e entrarem no buffer de fixação; o buffer que possui o DNA é transferido para tubos e a placa é escaneada, posteriormente armazenada a -20ºC para ser submetido ao PCR.
Diagnóstico de doenças: Para o diagnóstico da estomatite protética associada à candidíase, por exemplo, deve-se considerar os sinais clínicos, associado aos exames laboratoriais, como a citopatologia, para uma confirmação. Deve-se realizar a citopatologia da lesão bucal, para obtenção de material através da raspagem da mucosa com uma espátula de madeira, ou metal, ou escova plástica, para a coleta de células epiteliais superficiais e, passagem para uma lâmina de vidro com posterior fixação em álcool, e coloração com Papanicolaou (ácido periódico de Schiff) para observação em microscópico óptico, há um consenso entre vários pesquisadores que a cultura quantitativa da saliva e a citopatologia, são suficientes para o estabelecimento do diagnóstico de candidíase.
Alterações sistêmicas: Análise bioquímica.
Anticorpos: A facilidade em coleta de saliva desenvolveu interesse em usa-lo para pesquisa de anticorpos de HIV, os quais permanecem estáveis por uma temperatura ambiente quando coletado com um certo dispositivo comercial  (Omni-Sal, Saliva Diagnostic Systems, Inc.), assim como de vírus herpes, hepatite B.
Detecção e medição de drogas.
O fluido salivar pode oferecer uma alternativa ao plasma e à urina, como matriz de análise para o diagnóstico e controle de diversas doenças sistêmicas. A análise da saliva com finalidades diagnósticas se fundamenta na possível correlação entre os constituintes salivares e os parâmetros bioquímicos tradicionais, principalmente do plasma.